# Voruta
Voruta (deutsch, veraltet: Warutten) ist die mögliche erste Hauptstadt des Königreichs und Großfürstentums Litauen, gegründet in der Zeit König Mindaugas. Eine genaue Verortung Vorutas' ist nicht möglich, denn es gibt darüber widersprüchliche Theorien.
Die Geschichtswissenschaftler sind sich sogar uneinig, ob es sich bei Voruta tatsächlich um eine Stadt gehandelt hat oder ob eine Missinterpretation eines Wortes mit der Bedeutung Hauptstadt vorliegt. Kazimieras Būga, einer der bekanntesten litauischen Philologen, war der Ansicht, dass „voruta“ einfach „Burg“ bedeute.
Mindaugas, der erste und einzige gekrönte König Litauens, verteidigte sich 1251 in Voruta während einer innerlitauischen kriegerischen Auseinandersetzung. Diese Information aus der Hypatiuschronik ist die einzige schriftlich überlieferte Nachricht über Voruta. Die Burg Mindaugas wird in zwei weiteren Schriftquellen erwähnt, die jedoch weder auf den Namen noch auf den Ort eingehen. Es ist also unklar, ob sie sich auf die gleiche Burg beziehen.

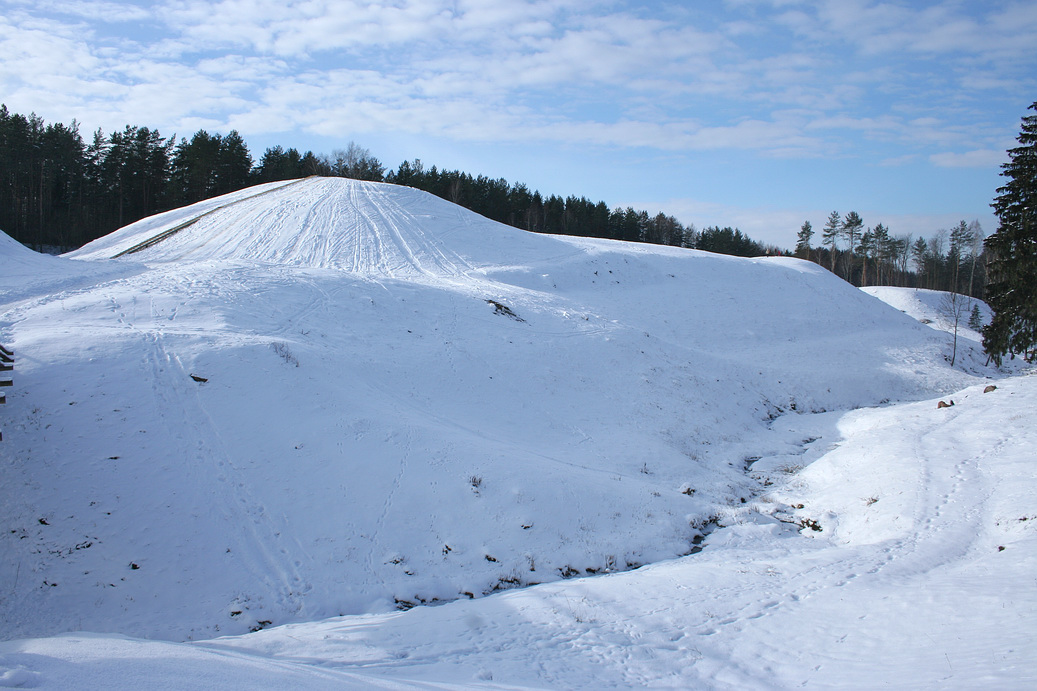
Šeiminyškėliai

Einige Historiker des 19. und 20. Jahrhunderts hingegen betrachteten Voruta als „erste Hauptstadt Litauens“ und versuchten, seine Lage zu bestimmen. Tomas Baranauskas, ein gegenwärtiger Geschichtswissenschaftler, nennt Šeimyniškėliai nahe Anykščiai. Andere sehen Voruta in Vilnius, der derzeitigen Hauptstadt, oder in Kernavė, der Hauptstadt im Mittelalter. Insgesamt gibt es etwa 15 verschiedene Orte, die den Theorien nach in Frage kommen.
Trotz dieser Unsicherheiten ist Voruta als Konzept in der Vorstellung der Litauer bekannt und wohlgelitten.